# انرپلاس
انرپلاس (انگلیسی: Enerplus) شرکت اکتشاف و تولید نفت کانادایی است، که در سال ۱۹۸۶ تأسیس شد.